# گیژرمو فرانچلا
گیژرمو فرانچلا (اسپانیایی: Guillermo Francella‎؛ زادهٔ ۱۴ فوریهٔ ۱۹۵۵) بازیگر و کمدین اهل آرژانتین است. وی یکی از بازیگران قدیمی و مهم سینمای آرژانتین بوده منتقدان و متتخصصان پرفورمانس او را یکی از تأثیرگذارترین و مشهورترین بازیگران آرژانتین می‌دانند.
از فیلم‌هایی که وی در آن نقش داشته‌است، می‌توان به راز چشمان آن‌ها و قبیله اشاره کرد.